# Gunung Lheesagau
Gunung Lheesagau är ett berg i Indonesien.   Det ligger i provinsen Aceh, i den västra delen av landet, 1 700 km nordväst om huvudstaden Jakarta. Toppen på Gunung Lheesagau är 1 290 meter över havet, eller 62 meter över den omgivande terrängen. Bredden vid basen är 0,97 km.
Terrängen runt Gunung Lheesagau är huvudsakligen kuperad, men söderut är den bergig. Terrängen runt Gunung Lheesagau sluttar norrut.Runt Gunung Lheesagau är det ganska glesbefolkat, med 38 invånare per kvadratkilometer. I omgivningarna runt Gunung Lheesagau växer i huvudsak städsegrön lövskog.